# Dagmar Zöllner
Dagmar Zöllner (* 27. Februar 1965 in Bergisch Gladbach, heute Dagmar Pappert) ist eine ehemalige deutsche Handballspielerin.

## Karriere

### Vereinskarriere
Ihre ersten Vereinsmannschaften waren der Bonner TV und das Oberliga-Team des Godesberger TV. 1985 wechselte sie zu Bayer 04 Leverkusen in die Bundesliga-Mannschaft. Mit Bayer 04 Leverkusen wurde sie 1985, 1986 und 1987 Deutsche Meisterin sowie 1985 und 1987 Pokalsiegerin. Nach einem Jahr beim PSV Grün-Weiß Frankfurt spielte sie 1990/1991 beim TV Lützellinden und gewann den Europapokal der Landesmeister. Danach wechselte sie zum VfL Oldenburg. Von 1998 bis 2000 spielte sie beim Hasper Sportverein v. 1911/12 in der zweiten Liga, wo sie auch ihre Karriere nach einem schweren Unfall beendete. Sie wurde von einem Auto angefahren und erlitt eine schwere Schulterverletzung.
| Saison  | Verein                  | Spiele | Tore | Bemerkung              |
| ------- | ----------------------- | ------ | ---- | ---------------------- |
| 1985/86 | Bayer 04 Leverkusen     | 16     | 035  |                        |
| 1986/87 | Bayer 04 Leverkusen     | 17     | 027  |                        |
| 1987/88 | Bayer 04 Leverkusen     | 15     | 040  |                        |
| 1988/89 | Bayer 04 Leverkusen     | 18     | 062  |                        |
| 1989/90 | PSV Grün-Weiß Frankfurt | 20     | 124  | fünftbeste Torschützin |
| 1990/91 | TV Lützellinden         | 11     | 023  |                        |

### Nationalmannschaft
1985 war sie Teilnehmerin bei den Junioren-Weltmeisterschaften in Südkorea. Dagmar Zöllner ist 79-fache A-Nationalspielerin. 1986 hat sie bei den ersten Goodwill Games in Moskau teilgenommen, die nach den Boykotts der Olympischen Sommerspiele 1980 in Moskau und der Olympischen Sommerspiele 1984 in Los Angeles statt fanden. Die bundesrepublikanische Mannschaft gewann in dem in Turnierform ausgetragenen Wettbewerb die Silbermedaille. Bei der Weltmeisterschaft der Frauen 1990 in Südkorea wurde sie mit der deutschen Mannschaft Vierte.

## Privates
Dagmar Zöllner wuchs in Köln, den Niederlanden und Bonn auf. Sie machte 1984 ihr Abitur auf dem Helmholtz-Gymnasium in Bonn und studierte anschließend Sport an der Sporthochschule Köln.
Nach ihrer Karriere war sie einige Jahre im Internat der Otto-Kühne-Schule in Bad Godesberg tätig. Sie ist Yoga-, Fitness- und Personal Fitnesslehrerin.
Dagmar Zöllner war verheiratet mit dem Basketballer Michael Pappert und hat zwei Töchter. Das Paar ist geschieden.

## Erfolge
- Deutsche Meisterin mit Bayer 04 Leverkusen 1985, 1986, 1987
- Deutsche Pokalsiegerin mit Bayer 04 Leverkusen 1985, 1987
- Gewinnerin der Silbermedaille bei den Goodwill Games 1986
- Gewinnerin des Europapokals der Landesmeister mit dem TV Lützellinden 1991